# Воал
 Тази статия е за плата.  За астрономическия обект вижте Воал (мъглявина).  
Воал (от френски: voile) е общо наименование на група тънки прозрачни платове. Понятието се използва и за някои части от облеклото, изработени от такъв плат. Най-често това са елементи от шапки или самостоятелни дрехи, предназначени да покриват изцяло или частично главата или лицето.